# زرده‌بره
زرده‌بره (به لاتین: Zərdəbərə) یک منطقهٔ مسکونی در جمهوری آذربایجان است که در شهرستان لریک واقع شده‌است. زرده‌بره ۶۷۳ نفر جمعیت دارد.

## ریشه واژه
زرد در زبان تالشی هم‌معنی با شکل فارسی آن است و برد یا بارد به‌معنی گذرگاه یا محل گذر و عبور است و معنای کامل آن گذرگاه زرد رنگ یا با خاک زرد رنگ است.